# Costas Mandylor
Costas Mandylor (Melbourne, Victoria, 3 de setembro de 1965) é um ator australiano, célebre por sua atuação como Kenny Lacos, no seriado Picket Fences.
Atualmente, é mais conhecido por sua participação como detevive Hoffmann na franquia de filmes "Jogos Mortais", especificamente nos em Jogos Mortais 4, Jogos Mortais 5, Jogos Mortais 6 e Jogos Mortais 7.

## Carreira
Iniciou sua carreira na Austrália e na Grécia, como jogador de futebol, seguido por alguns trabalhos como modelo.
No ano de 1986, Costas foi obrigado a interromper sua carreira com o clube de futebol Green Gully devido à fraturas nas pernas, então mudou-se para Hollywood e tomou aulas de teatro. Teve sua estreia televisiva no drama "The Triumph of the Spirit", cujas filmagens se deram em Auschwitz e fez uma pequena participação em The Doors. Seu primeiro papel como protagonista foi em Mobsters, mas foi somente em 1992 que Costas Mandylor se tornou um nome conhecido, atuando no papel de Kenny Laços, no seriado Picket Fences.
Após o ano de 1997, vieram vários e grandes projetos televisivos. Seu último trabalho bem sucedido foi no papel do detetive Hoffman, na franquia de filmes de terror Jogos Mortais.

## Filmografia

### Televisão
- 2007 The Wedding Bells como Ernesto
- 2006 Disaster Zone: Volcano in New York como Matt
- 2006 7th Heaven como Beau Brewer
- 2004 Just Desserts como Marco Poloni
- 2003 Fastlane como Reno Castelli
- 2002 Scent of Danger como Chris Milos
- 2002 She Spies como Mica Divornak
- 2002 Charmed como Rick Lang
- 2002 Sacred Ground como Greg
- 2002 Andromeda como Bobby Jensen
- 2001 Sanctuary como Nathan Delaney
- 2001 Nash Bridges como Vincent Corell
- 2000 Resurrection Blvd. como Aaron Cross
- 2000 Secret Agent Man como Monk
- 1998 Exiled como Gianni Uzielli
- 1998 Players como Alphonse Royo
- 1996 Picket Fences como Kenny Lacos
- 1996 The Outer Limits como Lee Taylor

### Cinema
- 2014 The Nurse como Martin
- 2010 Saw VII como Detetive Hoffman
- 2009 Saw VI como Detetive Hoffman
- 2008 Except East Richmond como Michael Quinn
- 2008 Saw V como Detetive Hoffman
- 2008 Emma Blue como Del
- 2008 The Cursed como Jimmy Muldoon
- 2008 Torn como Steve Clay
- 2008 The Drum Beats Twice como Jesus
- 2007 Saw IV como Detetive Hoffman
- 2008 Hyenas como Gannon
- 2007 Toxic como Steve
- 2006 Saw III como Detetive Hoffman
- 2006 Made in Brooklyn como Joey
- 2006 Immortally Yours como Rex
- 2005 The Game of Their Lives como Charlie Colombo
- 2005 The Shore como Raymond
- 2004 Dinocroc como Dick Sydney
- 2002 Hitters como Tony
- 2002 Cover Story como Kevin Dodd
- 2001 Above & Beyound como Michael Amorosa
- 2001 Turn of Faith como Bobby Giordano
- 2000 Intrepid como Alan Decker
- 2000 Gangland como Jared
- 1999 Stealth Fighter como Ryan Mitchell
- 1998 Shame, Shame, Shame como McCarthy
- 1997 Stand-ins como Jack Turner
- 1997 Just Write como Richard Adams
- 1996 Crosscut como Martin Niconi
- 1996 Portraits of a Killer como George G. Kendall
- 1996 Shame como Mark
- 1995 Virtuosity como John Donovan
- 1995 Fist of the North Star como Shin
- 1995 Delta of Venus como Lawrence Walters
- 1995 Venus Rising como Vegas
- 1994 Almost Dead como Dominic Delaserra
- 1993 Fatal Past como Frank Costello
- 1991 Mobsters como Frank Costello
- 1989 Triumph of the Spirit como Avram Arouch